# Die Martinsklause (Roman)
Die Martinsklause ist ein Roman von Ludwig Ganghofer, der die historisch belegte erste Besiedelung Berchtesgadens durch Mönche zu Anfang des 12. Jahrhunderts mit Motiven der Watzmannsage verbindet. Das Werk erschien erstmals im Jahre 1894 im Verlag Adolf Bonz & Comp. in Stuttgart.
Hierin findet sich auch das seit Jahrzehnten zur Belebung des Tourismus innerhalb des Berchtesgadener Landes werbewirksam genutzte Zitat der an den ersten Stiftspropst Eberwin angelehnten Romanfigur: „Wen Gott lieb hat, den lasset er fallen in dieses Land“.
1951 wurde der Roman unter der Regie von Richard Häussler, nach dem Drehbuch von Olaf Hinz und Peter Ostermayr unter demselben Titel verfilmt.
Am Hintersee in Ramsau bei Berchtesgaden wurde im Sommer 2010 unter dem Titel Nationalpark-Festspiele Die Martinsklause von Ganghofer als Freilichtaufführung gespielt.

## Handlung
Am Anfang des zwölften Jahrhunderts erfüllt das Adelsgeschlecht der Grafen von Sulzbach ein altes Gelübde und übereignet einen Landstrich namens Berchtesgaden als Stiftung an die Augustiner-Chorherren. Der Orden entsendet den jungen und tatkräftigen Pater Eberwein mit drei Mönchen, um die als wild und unwirtlich geltende Gegend in Besitz zu nehmen und mit dem Bau eines Klosters zu beginnen.
Als Eberwein den Berchtesgaden von der Höhe des Untersberges zum ersten Mal erblickt, ist er überwältigt von der Schönheit der Landschaft. Einen weiten Talkessel beherrscht ein alles überragender schneebedeckter Berg in Gestalt einer ebenmäßigen Pyramide, den die Einheimischen König Eismann nennen. Am Fuß des Berges erstrecken sich zwei Seen, der Schönsee und der Windacher See. „Herr, wen du lieb hast, den lässest du fallen in dieses Land!“ ruft er voll Begeisterung aus und erinnert sich seines erstaunlichen Lebensweges vom Findelkind und Ziegenhirten zum Ordensmann und nun zum künftigen Gebieter dieses Landes.
Schnell zeigt sich, dass die Mönche eine schwierige Aufgabe vor sich haben. Das Land ist nur von wenigen hundert Menschen bewohnt, die ein hartes und karges Leben führen und den alten heidnischen Bräuchen noch näher stehen als dem Christentum. Zwar stellt sich heraus, dass es im Ramsau-Tal bereits seit langem eine Kirche gibt, doch Eberweins anfängliche Freude darüber verwandelt sich in schwere Gewissenskonflikte: Der dortige Priester ist verheiratet und damit seines Amtes unwürdig, wenn auch ohne eigenes Verschulden – er hatte in der Abgeschiedenheit nichts von der endgültigen Durchsetzung des Zölibates erfahren. Als gefährlichster Gegner erweist sich der von den Grafen einst als Spisar eingesetzte Herr Waze, ein brutaler Tyrann, der das Land als sein Eigentum betrachtet und es sich von den „Kutten“ nicht nehmen lassen will. Sein festes Haus auf einem Felsen und die bewaffnete Macht seiner sieben Söhne und zahlreichen Knechte scheinen unüberwindlich.
Allmählich gelingt es Eberwein mit Geduld und Freundlichkeit, das Landvolk der neuen Herrschaft geneigt zu machen. Fast noch mehr bewirken naiver Wunderglaube und einige glückliche Zufälle. Währenddessen versucht Waze mit Drohungen und Gewalttaten, die Leute von den Mönchen fernzuhalten. Schließlich versammeln sich die Bauern zu einem geheimen Thing auf dem Bergrücken Toter Mann, um eine Entscheidung zu treffen. Aus Sorge um ihr Hab und Gut und ihre Familien beschließt eine Mehrheit, zur alten Herrschaft zu halten, obwohl sie ihnen verhasst ist. Die Mönche und die Wenigen, die kühn oder verzweifelt genug sind, sich weiter offen gegen Waze zu stellen, geraten in Bedrängnis. Erdbeben und andere unheimliche Zeichen der Natur verkünden nahendes Unheil.
Nachdem Waze erkundet hat, dass sich der mächtige Erzbischof von Salzburg nicht in den Zwist einzumischen gedenkt, hält ihn nichts mehr zurück. Bald fließt Blut auf beiden Seiten, doch als Waze und seine Mannen zum entscheidenden Schlag losstürmen, ereilt sie am Abhang des Eismann ihr Schicksal. Die Erde bebte nicht ohne Ursache. Der riesige Berg war von Rissen durchzogen und bricht nun in einem gigantischen Bergsturz zusammen. Übrig bleibt ein viel niedrigerer, gezackter Grat, den man später Watzmann nennen wird. Unter den Schuttmassen verschwindet auch der Windacher See für immer. Steinschlag und Flutwellen raffen fast ein Viertel der Bevölkerung dahin.
Eberwein bleibt verschont und geht sogleich an den Wiederaufbau. Über das Geheimnis seiner Herkunft, das sich fast enthüllt hat und ihn in ungeahnter Weise mit Freund und Feind zu verbinden scheint, will er nicht mehr nachgrübeln. Mit seinem überlegenen Wissen und entschlossenen Handeln gibt er den Überlebenden neue Hoffnung. Die Gute Zeit, die ihnen zuvor nur in alten Legenden verhießen war, kann endlich anbrechen.